# 西利伯胡椒鲷
西利伯胡椒鲷（学名：Plectorhynchus celebicus）为石鲈科胡椒鲷属的鱼类，俗名南洋石鲷、西利伯石鲷。分布于台湾恒春等。该物种的模式产地在苏拉威西岛。